# 노동요

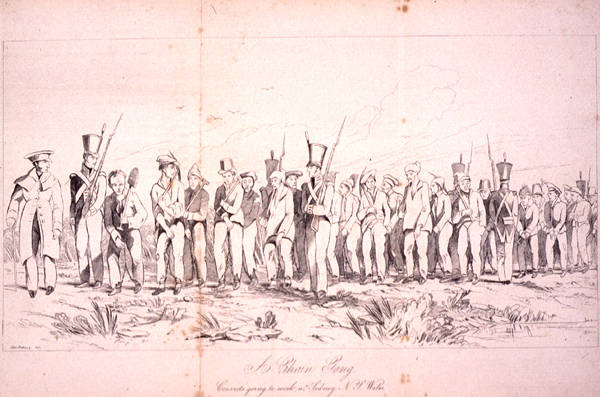

노동요(勞動謠)는 민요의 기능에 따른 분류에서 노동, 곧 일을 하면서 부르는 민요를 말한다. 노동요는 의례요, 유흥요, 한탄요 등과 구분된다.
일을 하면서 민요를 부르는 문화는 인류학적으로 볼 때 보편적인 현상은 아니다. 일을 하면서 전혀 노래를 하지 않는 문화도 있다.
노동요는 공동체 구성원들이 집단적으로 노동을 하는 경우에 집중적으로 연행되는 경향이 있다. 노동요의 주요 기능이 집단을 조직적으로 통솔하여 일의 능률을 올리는 것이기 때문이다.
노동요의 종류는 일의 내용에 따라 나누어지는데, 우리나라 최대의 향토민요 데이터베이스인 MBC 한국민요대전의 민요 분류에 따르면 노동요를 농업노동요, 어업노동요, 광업노동요, 토건(토목/건축)노동요, 벌채(벌목/채취)노동요, 운수(운반/수송)노동요, 수공노동요, 가사노동요 등으로 나눌 수 있다.

## 노동요의 분류
- 농업노동요
- 어업노동요
- 광업노동요
- 토건노동요
- 벌채노동요
- 운수노동요
- 수공노동요
- 가사노동요

위의 분류는 노동요를 분류하는 하나의 예이며, 분류하는 사람에 따라 조금씩 다른 범주 구분과 용어의 선택이 이루어질 수 있다.